# Hubert Bourdot
Hubert Bourdot (Imphy, 30 ottobre 1861 – 30 settembre 1937) è stato un prete e micologo francese.
Dal 1898 fino alla sua morte, era parroco a Saint-Priest-en-Murat. Fu membro della Société mycologique de France, che servì come vice-presidente nel 1919, per poi diventare presidente onorario nel 1929. Lasciò in eredità la sua collezione micologica al Museo Nazionale di Storia Naturale di Parigi.
Con il micologo Amédée Galzin (1853-1925), fu co-autore di una serie di pubblicazioni (1909-1925) che coinvolgevano i funghi Hymenomycetes (pubblicati nel Bulletin de la Société Mycologique de France).

## Pubblicazioni principali
- Hyménomycètes de France: I. Heterobasidiés, 1909
- Hyménomycètes de France: II. Homobasidiés: Clavariés et Cyphellés, 1910
- Hyménomycètes de France: III. Corticiées: Corticium, Epithele, Asterostromella, 1911
- Hyménomycètes de France: IV. Corticiées: Vuilleminia, Aleurodiscus, Dendrothele, Gloeocystidium, Peniophora, 1912
- Hyménomycètes de France: V. Hydnées, 1914
- Hyménomycètes de France: VI. Asterostromés, 1920
- Hyménomycètes de France: VII. Stereum, 1921
- Hyménomycètes de France: VIII. Hymenochaete, 1923
- Hyménomycètes de France: IX. Meruliés, 1923
- Hyménomycètes de France. X. Phylactèriés, 1924
- Hyménomycètes de France, XI., 1925
- Heterobasidiae nondum descriptae, 1924, con Galzin in: Bulletin de la Société Mycologique de France.
- Contribution à la Flore Mycologique de la France: I. Hyménomycètes de France. Hétérobasidiés-Homobasidiés Gymnocarpes, con Galzin (761 pp.), 1927.